# アリ・エルバス
アリ・エルバス（トルコ語 : Ali Erbaş、1961年 - ）は、トルコの政治家・学者・宗教局長である。

## 経歴
- 1961年頃 : トルコの黒海地方のオルドゥ県にて生まれる。
- イェシユルトの小学校に通い、1984年に通っていたイマームハティップ学校を卒業する。
- 1987年 : マルマラ大学で修士号を取得する。
- 1993年 : 同大学にて宗教史学部の博士号を取得した。
- 1993年 : サカリヤ大学の神学部の講師に就任した。
- 2016年 : ヤロヴァ大学の学長に就任した。
- 2017年 : 現在の職である宗教局長に就任、そして現在に至る。